# (27417) Jessjohnson
(27417) Jessjohnson est un astéroïde de la ceinture principale.

## Description
(27417) Jessjohnson est un astéroïde de la ceinture principale. Il fut découvert le 4 mars 2000 aux Monts Santa Catalina par le projet CSS. Il présente une orbite caractérisée par un demi-grand axe de 3,00 UA, une excentricité de 0,23 et une inclinaison de 4,8° par rapport à l'écliptique.

## Compléments